# Paxillosida
Paxillosida è un ordine di stelle marine.

## Famiglie
- Astropectinidae Gray, 1840
- Goniopectinidae Verrill, 1889
- Luidiidae Verrill, 1899
- Porcellanasteridae Sladen, 1883
- Radiasteridae Fisher, 1916